# Who You Are (Jessie J-album)
Who You Are is het debuutalbum van de Britse zangeres Jessie J. Zij brak in 2010 door met de single "Price Tag". Eerder schreef ze liedjes voor onder anderen Miley Cyrus, Justin Timberlake en Lisa Lois. Het album werd op 25 februari 2011 uitgebracht.

## Tracklist
| 1.                 | Price Tag (met B.o.B) | Jessica Cornish, Lukasz Gottwald, Claude Kelly, Bobby Ray Simmons                            | Dr. Luke                            | 3:42 |
| 2.                 | Nobody's Perfect      | Cornish, Kelly                                                                               | Andre Brissett                      | 4:20 |
| 3.                 | Abracadabra           | Cornish, Gottwald, Kelly                                                                     | Dr. Luke                            | 3:50 |
| 4.                 | Big White Room (Live) | Cornish                                                                                      | Jessie J                            | 5:29 |
| 5.                 | Casualty of Love      | Cornish, Farrah Fleurimond, Martin Kleveland, Natalie Walker                                 | Martin K                            | 3:54 |
| 6.                 | Rainbow               | Cornish, Warren "Oak" Felder, Edwin "Lil' Eddie" Serrano, Kasia "KC" Livingston              | Oak                                 | 3:05 |
| 7.                 | Who's Laughing Now    | Cornish, Talay Riley, Kyle Abrahams, George Astasio, Jon Shave, Peter Ighile, Jason Pebworth | Parker and James, The Invisible Men | 3:54 |
| 8.                 | Do It Like a Dude     | Cornish, Astasio, Pebworth, Shave, Abrahams, Ighile                                          | Parker and James, The Invisible Men | 3:15 |
| 9.                 | Mamma Knows Best      | Cornish, Ashton Thomas                                                                       | Ashton Thomas                       | 3:15 |
| 10.                | L.O.V.E.              | Cornish, Toby Gad                                                                            | Toby Gad                            | 3:50 |
| 11.                | Stand Up              | Cornish, Karl Gordon, Arnold Martin Morrow                                                   | Karl "K-Gee" Gordon                 | 3:27 |
| 12.                | I Need This           | Cornish, Robert Allen, Felder, Chris Brown                                                   | Oak                                 | 4:20 |
| 13.                | Who You Are           | Cornish, Gad, Shelly Peiken                                                                  | Toby Gad                            | 3:50 |
| Totale duur: 55:10 |                       |                                                                                              |                                     |      |

| Nr. | Titel                         | Schrijver(s)                                                                   | Producent(en)                                      | Duur |
| --- | ----------------------------- | ------------------------------------------------------------------------------ | -------------------------------------------------- | ---- |
| 14. | Domino                        | Cornish, Gottwald, Kelly, Max Martin, Henry Walter                             | Dr. Luke, Cirkut                                   | 3:51 |
| 15. | My Shadow                     | Cornish, The Invisible Men, The Fives                                          | The Invisible Men, The Fives                       | 3:29 |
| 16. | LaserLight (met David Guetta) | Cornish, The Invisible Men, David Guetta, Giorgio Tuinfort, Frederic Riesterer | David Guetta, Giorgio Tuinfort, Frederic Riesterer | 3:31 |

| Nr. | Titel                                     | Duur |
| --- | ----------------------------------------- | ---- |
| 14. | Who You Are (akoestische live-uitvoering) | 5:20 |

| Nr. | Titel                                      | Duur |
| --- | ------------------------------------------ | ---- |
| 14. | Price Tag (akoestische uitvoering)         | 3:19 |
| 15. | Do It Like a Dude (akoestische uitvoering) | 4:19 |
| 16. | Who You Are (akoestische live-uitvoering)  | 5:20 |
| 17. | Price Tag (met B.o.B; muziekvideo)         | 4:14 |
| 18. | Do It Like a Dude (music video)            | 3:28 |

| Nr. | Titel                                      | Duur |
| --- | ------------------------------------------ | ---- |
| 14. | Price Tag (akoestische uitvoering)         | 3:19 |
| 15. | Do It Like a Dude (akoestische uitvoering) | 4:19 |

| Nr. | Titel                                      | Schrijver(s) | Duur |
| --- | ------------------------------------------ | ------------ | ---- |
| 17. | Who You Are (akoestische live-uitvoering)  |              | 5:19 |
| 18. | Do It Like a Dude (akoestische uitvoering) |              | 4:18 |
| 19. | Price Tag (akoestische uitvoering)         |              | 3:18 |

| Nr. | Titel                                             | Duur |
| --- | ------------------------------------------------- | ---- |
| 1.  | Price Tag (Video)                                 | 4:06 |
| 2.  | Do It Like a Dude (Video)                         | 3:20 |
| 3.  | Who's Laughing Now (Video)                        | 4:00 |
| 4.  | Nobody's Perfect (Video)                          | 4:11 |
| 5.  | Who You Are (Video)                               | 3:51 |
| 6.  | Do It Like a Dude (Live at Shepherds Bush Empire) |      |
| 7.  | Stand Up (Live at Shepherds Bush Empire)          |      |
| 8.  | Price Tag (Live at Shepherds Bush Empire)         |      |
| 9.  | Nobody's Perfect (Live at Shepherds Bush Empire)  |      |
| 10. | Who You Are (Live at Shepherds Bush Empire)       |      |
| 11. | L.O.V.E. (Live at Shepherds Bush Empire)          |      |

## Hitnoteringen

### NederlandseAlbum Top 100
| Hitnotering: (Week 1 t/m 13) 05-03-2011 t/m 28-05-2011 Hitnotering: (Week 14 t/m 25) 02-07-2011 t/m 17-09-2011 Hitnotering: (Week 26) 19-11-2011 Hitnotering: (Week 27 t/m 35) 24-12-2011 t/m 18-02-2012 Hitnotering: (Week 36 t/m 46) 03-03-2012 t/m 12-05-2012 | Hitnotering: (Week 1 t/m 13) 05-03-2011 t/m 28-05-2011 Hitnotering: (Week 14 t/m 25) 02-07-2011 t/m 17-09-2011 Hitnotering: (Week 26) 19-11-2011 Hitnotering: (Week 27 t/m 35) 24-12-2011 t/m 18-02-2012 Hitnotering: (Week 36 t/m 46) 03-03-2012 t/m 12-05-2012 | Hitnotering: (Week 1 t/m 13) 05-03-2011 t/m 28-05-2011 Hitnotering: (Week 14 t/m 25) 02-07-2011 t/m 17-09-2011 Hitnotering: (Week 26) 19-11-2011 Hitnotering: (Week 27 t/m 35) 24-12-2011 t/m 18-02-2012 Hitnotering: (Week 36 t/m 46) 03-03-2012 t/m 12-05-2012 | Hitnotering: (Week 1 t/m 13) 05-03-2011 t/m 28-05-2011 Hitnotering: (Week 14 t/m 25) 02-07-2011 t/m 17-09-2011 Hitnotering: (Week 26) 19-11-2011 Hitnotering: (Week 27 t/m 35) 24-12-2011 t/m 18-02-2012 Hitnotering: (Week 36 t/m 46) 03-03-2012 t/m 12-05-2012 | Hitnotering: (Week 1 t/m 13) 05-03-2011 t/m 28-05-2011 Hitnotering: (Week 14 t/m 25) 02-07-2011 t/m 17-09-2011 Hitnotering: (Week 26) 19-11-2011 Hitnotering: (Week 27 t/m 35) 24-12-2011 t/m 18-02-2012 Hitnotering: (Week 36 t/m 46) 03-03-2012 t/m 12-05-2012 | Hitnotering: (Week 1 t/m 13) 05-03-2011 t/m 28-05-2011 Hitnotering: (Week 14 t/m 25) 02-07-2011 t/m 17-09-2011 Hitnotering: (Week 26) 19-11-2011 Hitnotering: (Week 27 t/m 35) 24-12-2011 t/m 18-02-2012 Hitnotering: (Week 36 t/m 46) 03-03-2012 t/m 12-05-2012 | Hitnotering: (Week 1 t/m 13) 05-03-2011 t/m 28-05-2011 Hitnotering: (Week 14 t/m 25) 02-07-2011 t/m 17-09-2011 Hitnotering: (Week 26) 19-11-2011 Hitnotering: (Week 27 t/m 35) 24-12-2011 t/m 18-02-2012 Hitnotering: (Week 36 t/m 46) 03-03-2012 t/m 12-05-2012 | Hitnotering: (Week 1 t/m 13) 05-03-2011 t/m 28-05-2011 Hitnotering: (Week 14 t/m 25) 02-07-2011 t/m 17-09-2011 Hitnotering: (Week 26) 19-11-2011 Hitnotering: (Week 27 t/m 35) 24-12-2011 t/m 18-02-2012 Hitnotering: (Week 36 t/m 46) 03-03-2012 t/m 12-05-2012 | Hitnotering: (Week 1 t/m 13) 05-03-2011 t/m 28-05-2011 Hitnotering: (Week 14 t/m 25) 02-07-2011 t/m 17-09-2011 Hitnotering: (Week 26) 19-11-2011 Hitnotering: (Week 27 t/m 35) 24-12-2011 t/m 18-02-2012 Hitnotering: (Week 36 t/m 46) 03-03-2012 t/m 12-05-2012 | Hitnotering: (Week 1 t/m 13) 05-03-2011 t/m 28-05-2011 Hitnotering: (Week 14 t/m 25) 02-07-2011 t/m 17-09-2011 Hitnotering: (Week 26) 19-11-2011 Hitnotering: (Week 27 t/m 35) 24-12-2011 t/m 18-02-2012 Hitnotering: (Week 36 t/m 46) 03-03-2012 t/m 12-05-2012 | Hitnotering: (Week 1 t/m 13) 05-03-2011 t/m 28-05-2011 Hitnotering: (Week 14 t/m 25) 02-07-2011 t/m 17-09-2011 Hitnotering: (Week 26) 19-11-2011 Hitnotering: (Week 27 t/m 35) 24-12-2011 t/m 18-02-2012 Hitnotering: (Week 36 t/m 46) 03-03-2012 t/m 12-05-2012 | Hitnotering: (Week 1 t/m 13) 05-03-2011 t/m 28-05-2011 Hitnotering: (Week 14 t/m 25) 02-07-2011 t/m 17-09-2011 Hitnotering: (Week 26) 19-11-2011 Hitnotering: (Week 27 t/m 35) 24-12-2011 t/m 18-02-2012 Hitnotering: (Week 36 t/m 46) 03-03-2012 t/m 12-05-2012 | Hitnotering: (Week 1 t/m 13) 05-03-2011 t/m 28-05-2011 Hitnotering: (Week 14 t/m 25) 02-07-2011 t/m 17-09-2011 Hitnotering: (Week 26) 19-11-2011 Hitnotering: (Week 27 t/m 35) 24-12-2011 t/m 18-02-2012 Hitnotering: (Week 36 t/m 46) 03-03-2012 t/m 12-05-2012 | Hitnotering: (Week 1 t/m 13) 05-03-2011 t/m 28-05-2011 Hitnotering: (Week 14 t/m 25) 02-07-2011 t/m 17-09-2011 Hitnotering: (Week 26) 19-11-2011 Hitnotering: (Week 27 t/m 35) 24-12-2011 t/m 18-02-2012 Hitnotering: (Week 36 t/m 46) 03-03-2012 t/m 12-05-2012 | Hitnotering: (Week 1 t/m 13) 05-03-2011 t/m 28-05-2011 Hitnotering: (Week 14 t/m 25) 02-07-2011 t/m 17-09-2011 Hitnotering: (Week 26) 19-11-2011 Hitnotering: (Week 27 t/m 35) 24-12-2011 t/m 18-02-2012 Hitnotering: (Week 36 t/m 46) 03-03-2012 t/m 12-05-2012 | Hitnotering: (Week 1 t/m 13) 05-03-2011 t/m 28-05-2011 Hitnotering: (Week 14 t/m 25) 02-07-2011 t/m 17-09-2011 Hitnotering: (Week 26) 19-11-2011 Hitnotering: (Week 27 t/m 35) 24-12-2011 t/m 18-02-2012 Hitnotering: (Week 36 t/m 46) 03-03-2012 t/m 12-05-2012 | Hitnotering: (Week 1 t/m 13) 05-03-2011 t/m 28-05-2011 Hitnotering: (Week 14 t/m 25) 02-07-2011 t/m 17-09-2011 Hitnotering: (Week 26) 19-11-2011 Hitnotering: (Week 27 t/m 35) 24-12-2011 t/m 18-02-2012 Hitnotering: (Week 36 t/m 46) 03-03-2012 t/m 12-05-2012 | Hitnotering: (Week 1 t/m 13) 05-03-2011 t/m 28-05-2011 Hitnotering: (Week 14 t/m 25) 02-07-2011 t/m 17-09-2011 Hitnotering: (Week 26) 19-11-2011 Hitnotering: (Week 27 t/m 35) 24-12-2011 t/m 18-02-2012 Hitnotering: (Week 36 t/m 46) 03-03-2012 t/m 12-05-2012 |
| Week: | 1 | 2 | 3 | 4 | 5 | 6 | 7 | 8 | 9 | 10 | 11 | 12 | 13 | | 14 | 15 | 16 |
| --- | --- | --- | --- | --- | --- | --- | --- | --- | --- | --- | --- | --- | --- | --- | --- | --- | --- |
| Positie: | 41 | 72 | 67 | 74 | 92 | 93 | 78 | 76 | 66 | 58 | 71 | 84 | 93 | uit | 99 | 94 | 78 |
| Week: | 17 | 18 | 19 | 20 | 21 | 22 | 23 | 24 | 25 | | 26 | | 27 | 28 | 29 | 30 | 31 |
| Positie: | 70 | 64 | 54 | 65 | 60 | 91 | 75 | 85 | 99 | uit | 95 | uit | 59 | 66 | 52 | 53 | 57 |
| Week: | 32 | 33 | 34 | 35 | | 36 | 37 | 38 | 39 | 40 | 41 | 42 | 43 | 44 | 45 | 46 | |
| Positie: | 56 | 74 | 70 | 71 | uit | 63 | 45 | 74 | 72 | 76 | 69 | 71 | 78 | 93 | 84 | 100 | uit |

### VlaamseUltratop 200Albums
| Positie: | 64 | 45 | 38 | 51 | 53 | 56 | 64 | 62 | 81 | 96  | uit | 96  | 67  | 80  | 89  |
| Week:    | 15 | 16 | 17 | 18 | 19 | 20 | 21 | 22 | 23 |     | 24  |     | 25  | 26  |     |
| Positie: | 85 | 73 | 55 | 63 | 59 | 53 | 63 | 77 | 88 | uit | 90  | uit | 136 | 166 | uit |